# Club Voleibol Alcobendas 2015-2016
Questa voce raccoglie le informazioni riguardanti il Club Voleibol Alcobendas nelle competizioni ufficiali della stagione 2015-2016.

## Organigramma societario
Area direttiva
- Presidente: Fabián Muller
- Vicepresidente: Iñigo Lería

Area organizzativa
- Tesoriere: Iñigo Lería

Area tecnica
- Allenatore: Guillermo Falasca
- Allenatore in seconda: Santiago Moronta
- Assistente allenatore: Carlos Martínez
- Scout man: Carlos Martínez

Area sanitaria
- Preparatore atletico: Carlos Martínez

## Rosa
| N° | Nome               | Ruolo | Data di nascita   | Nazionalità sportiva |
| -- | ------------------ | ----- | ----------------- | -------------------- |
| 1  | Sara Mendoza       | P     | 11 novembre 1998  | Spagna               |
| 2  | Elsa Van Hulst     | S     | 1º ottobre 1998   | Spagna               |
| 3  | Patricia Rodríguez | L     | 3 gennaio 1995    | Spagna               |
| 4  | Andrea de Aranzadi | S/O   | 12 giugno 1997    | Spagna               |
| 6  | Ana Corredoyra     | L     | 30 aprile 1997    | Spagna               |
| 6  | Sofía Elízaga      | S     | 5 ottobre 1995    | Spagna               |
| 7  | Blanca Fernández   | S     | 29 luglio 1997    | Spagna               |
| 8  | Jessica Wagner     | C     | 24 marzo 1994     | Stati Uniti          |
| 9  | Adriana Alonso     | S     | 17 aprile 2000    | Spagna               |
| 9  | Tessa Ululau       | C     | 6 gennaio 1992    | Stati Uniti          |
| 11 | Alicia de Blas     | C     | 7 maggio 1995     | Spagna               |
| 12 | María Álvarez      | P     | 1º settembre 1995 | Spagna               |
| 14 | Mar Calvo          | C     | 8 ottobre 1998    | Spagna               |
| 15 | Celia Castillejos  | S     | 1999              | Spagna               |
| 16 | Lúa Bovio          | P     | 20 febbraio 1995  | Spagna               |
| 18 | Esther Rodríguez   | S     | 2 febbraio 1982   | Spagna               |